# Liste der Biografien/Seig
Liste der Biografien |
Portal Biografien |
Personensuche
# |
A |
B |
C |
D |
E |
F |
G |
H |
I |
J |
K |
L |
M |
N |
O |
P |
Q |
R |
S |
T |
U |
V |
W |
X |
Y |
Z |
?
 
Sa |
Sb |
Sc |
Sd |
Se |
Sf |
Sg |
Sh |
Si |
Sj |
Sk |
Sl |
Sm |
Sn |
So |
Sp |
Sq |
Sr |
Ss |
St |
Su |
Sv |
Sw |
Sy |
Sz
 
Sea |
Seb |
Sec |
Sed |
See |
Sef |
Seg |
Seh |
Sei |
Sej |
Sek |
Sel |
Sem |
Sen |
Seo |
Sep |
Seq |
Ser |
Ses |
Set |
Seu |
Sev |
Sew |
Sex |
Sey |
Sez
 
Seib |
Seic |
Seid |
Seie |
Seif |
Seig |
Seij |
Seik |
Seil |
Seim |
Sein |
Seip |
Seir |
Seis |
Seit |
Seiu |
Seiv |
Seiw |
Seix |
Seiz
Die Liste der Biografien führt alle Personen auf, die in der deutschsprachigen Wikipedia einen Artikel haben. Dieses ist eine Teilliste mit 26 Einträgen von Personen, deren Namen mit den Buchstaben „Seig“ beginnt.

## Seig

### Seige
- Seige, Konrad (1921–2017), deutscher Internist und Hochschullehrer
- Seigel, Max, US-amerikanischer Jazzmusiker (Bassposaune, Tuba, Arrangement, Komposition)
- Seigel, Rudolf (* 1932), deutscher Historiker und Archivar
- Seigelshifer, Carlos (1928–2021), argentinischer Gewichtheber
- Seigenthaler, John junior (* 1955), US-amerikanischer Nachrichtensprecher und Korrespondent
- Seigenthaler, John senior (1927–2014), US-amerikanischer Journalist und Buchautor
- Seiger, Dirk (* 1980), deutscher Koch
- Seiger, Wilhelm (1897–1966), deutscher Lehrer und Politiker (SPD), MdL
- Seigewasser, Hans (1905–1979), deutscher Politiker (SED), MdV

### Seigf
- Seigfried, Adam (1936–2022), deutscher Theologe
- Seigfried, Karl E. H. (* 1973), amerikanischer klassischer und Jazzmusiker (Kontrabass, Gitarre, Komposition) und Autor

### Seigl
- Seigler, Dexter (* 1972), US-amerikanischer Footballspieler

### Seign
- Seignac, Guillaume (1870–1924), französischer Genre-, Porträt- und Historienmaler
- Seignelay, Jean-Baptiste Colbert, marquis de (1651–1690), französischer Minister
- Seigner, Emmanuelle (* 1966), französische SchauspielerinEmmanuelle Seigner (* 1966)

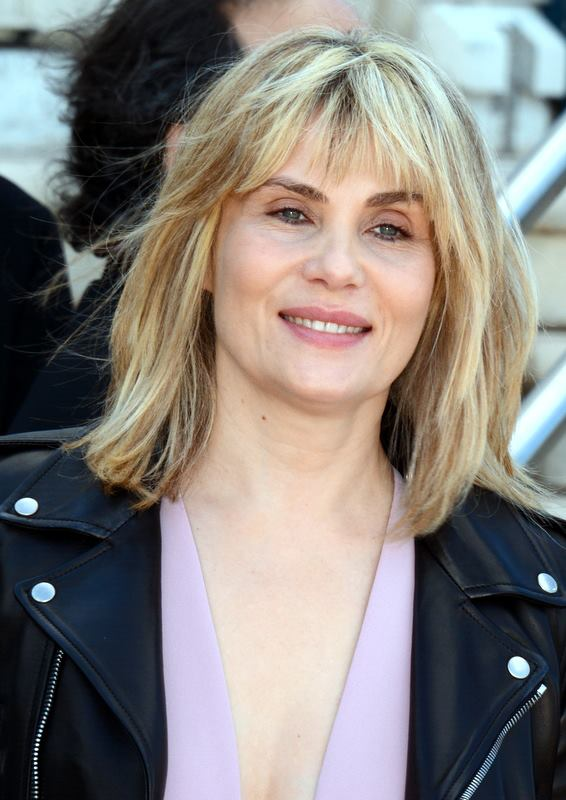
Emmanuelle Seigner (* 1966)

- Seigner, Françoise (1928–2008), französische Schauspielerin
- Seigner, Louis (1903–1991), französischer Schauspieler
- Seigner, Mathilde (* 1968), französische Schauspielerin
- Seignette, Elie (1632–1698), französischer Chemiker
- Seignette, Pierre (1660–1719), französischer Arzt und Apotheker
- Seigneur, Eddy (* 1969), französischer Radrennfahrer
- Seigneur, Yannick (1941–2001), französischer Bergsteiger
- Seignious, George M. (1921–2005), US-amerikanischer Offizier, Generalleutnant der US-Army
- Seignoret, Clarence (1919–2002), dominicanischer Politiker

### Seigo
- Seigo, Aaron Joseph (* 1975), kanadischer Informatiker, KDE Entwickler und Präsident des KDE e. V.
- Seigo, Steven (* 1990), kanadischer Eishockeyspieler